# Gekko palmatus
Gekko palmatus — вид ящірок родини геконових (Gekkonidae).

## Поширення
Ендемік В'єтнаму. Поширений у провінціях Віньфук і Лангшон на півночі країни.